# Wolbodo
Wolbodo (auch Volbodo, Fulmodo, Vilpodo) († 21. April 1021) war von 1018 bis 1021 Bischof von Lüttich. Er wird als Heiliger verehrt.

## Leben
Er stammte aus Flandern und wurde an der Domschule in Utrecht ausgebildet. Danach war er dort selbst Scholaster. Er wurde Dompropst von St. Martin in Utrecht. Später gehörte er der Hofkapelle von Heinrich II. an. Dieser übertrug das Bistum Lüttich an Wolbodo.
Zu seiner Zeit wurde die Kirche des Jakobsklosters in Lüttich vollendet. Er selbst gründete das Kloster St. Laurentius. Auch bemühte er sich um eine Reform des Klosters Lobbes. Er war insbesondere bemüht um die Heiligenverehrung. Noch als Domgeistlicher hat er um 1000 einen Psalter herstellen lassen, der auch ein Bittgebet an alle Heiligen enthielt, die im Bistum verehrt wurden. Als Bischof hat er später angeordnet, dass dieser Psalter in den Gottesdiensten aller Gemeinden verwandt werden sollten. Im Bistumskalender wurden alle Feiertage von Heiligen aufgeführt.
Sein Leben wurde als besonders fromm und mildtätig geschildert. Er wurde in der St. Lorenzkirche beigesetzt. Nach seinem Tod wurde er als Heiliger verehrt. Sein Gedenktag ist der 21. April. Es existiert eine Vita des Heiligen von Reiner von St. Laurentius aus der Zeit um 1182. Anlass war ein Streit um die Ursprünge des Klosters St. Laurentius in Lüttich.